# Fílla
Fílla (Fylla) är en ort i Grekland.   Den ligger i prefekturen Nomós Evvoías och regionen Grekiska fastlandet, i den östra delen av landet, 50 km norr om huvudstaden Aten. Fílla ligger 41 meter över havet och antalet invånare är 1 459. Den ligger på ön Euboia.
Terrängen runt Fílla är platt åt sydväst, men åt nordost är den kuperad. Havet är nära Fílla söderut.  Närmaste större samhälle är Chalkída, 7,4 km väster om Fílla. 